# 홍순희
홍순희(1913년 8월 5일~1980년 7월 27일)는 대한민국의 정치인이다. 제4대 국회의원을 지냈다.

## 역대 선거 결과
|  | 13.66% |

|  | 31.43% |

|  | 51.30% |

|  | 14.60% |